# 多刺鸡藤
多刺鸡藤（学名：Calamus tetradactyloides）为棕榈科省藤属下的一个种。

## 扩展阅读
- 維基物種上的相關：多刺鸡藤